# Grusonia reflexispina
Grusonia reflexispina ist eine Pflanzenart in der Gattung Grusonia aus der Familie der Kakteengewächse (Cactaceae). Das Artepitheton reflexispina bedeutet ‚mit rückwärts gebogenen Stacheln‘.

## Beschreibung
Grusonia reflexispina wächst niedrigbleibend, ist mäßig verzweigt und bildet Klumpen von 30 bis 100 Zentimeter Durchmesser sowie 20 bis 40 Zentimeter Höhe, die aus aufrechten, kandelaberartigen Stämmchen bestehen. Die hell gelblich grünen, zylindrischen bis breit keulenförmigen, breit gehöckerten Triebabschnitte sind 5 bis 10 Zentimeter lang und weisen Durchmesser von 0,8 bis 1,5 Zentimeter auf. Die kreisrunden bis elliptischen Areolen sind mit weißer Wolle und verdrehten, bald abfallenden Haaren besetzt. Alte Areolen sind zahlreich mit gelben Glochiden besetzt, die 1 bis 7 Millimeter lang sind. Die zwei bis fünf Dornen sind breit pfriemlich, abgeflacht, aufgeraut und an ihrer Basis zwiebelförmig verdickt.
Der einzelne obere Dorn ist grau, abstehend und 0,6 bis 1 Zentimeter lang. Die unteren feinen Dornen sind grau bis nahezu weiß, rückwärts gebogen und 0,8 bis 1,5 Zentimeter lang. Die etwa zehn Randdornen sind nadelig bis abgeflacht und weisen eine Länge von 4 bis 6 Millimeter auf.
Die grünlichen bis gelben Blüten erscheinen in Gruppen in der Nähe der Triebspitzen und erreichen Längen von 4 bis 6 Zentimeter. Die grünlichen Früchte sind trocken.

## Verbreitung, Systematik und Gefährdung
Grusonia reflexispina ist endemisch in einem kleinen Gebiet, nahe Tastiota im mexikanischen Bundesstaat Sonora verbreitet.
Die Erstbeschreibung als Opuntia reflexispina erfolgte 1943 von Ira Loren Wiggins und Reed Clark Rollins. Edward Frederick Anderson stellte die Art 1999 in die Gattung Grusonia. Ein weiteres nomenklatorisches Synonym ist  Corynopuntia reflexispina (Wiggins & Rollins) Backeb. (1958).
In der Roten Liste gefährdeter Arten der IUCN ist sie als „Critically Endangered (CR)“, d. h. vom Aussterben bedroht eingestuft. Die Art ist durch die landwirtschaftliche Nutzung der Verbreitungsflächen bedroht. Weiterhin sind der Ausbau von Shrimps-Farmen und der Ausbau von Straßen in der Nähe des einzig bekannten Verbreitungsgebietes für Flächenverluste verantwortlich. Die Entwicklung der Population wird als abnehmend angesehen.

## Nachweise